# Ulhasnagar
Ulhasnagar (maratí : उल्हासनगर) (sindhi آلهاسنگر ) es una ciudad ubicada en la costa occidental de la India, aproximadamente a 60 kilómetros al noreste de la ciudad de Bombay, en el distrito de Thane, estado de Maharastra. Sus coordenadas son 19°22′0″N 73°15′0″E / 19.36667, 73.25000.
Ulhasnagar, también llamada Sindhunagar (سنڌوُنگر), tenía una población estimada de 472.943 habitantes para 2001.
Su nombre deriva del río Ulhas, que atraviesa la ciudad.  
Originalmente conocido como Campamento militar de Kalyan, Ulhasnagar fue creado especialmente para alojar a 6.000 soldados y 30.000 civiles durante la Segunda Guerra Mundial. Tras la partición de la India, más de 100.000 refugiados hablantes de sindhi provenientes de la recientemente creada Pakistán occidental fueron reubicados en los campamentos militares que quedaron desiertos tras la guerra, a unos cinco kilómetros de Kalyan. El área fue convertida en un pueblo en 1949, y el entonces Gobernador general de la India, Chakravarti Rajagopalachari le dio el nombre de Ulhasnagar (literalmente 'ciudad de la alegría'; ulhas=alegría; nagar=ciudad). El 8 de agosto de 1949 el gobernador colocó la piedra fundacional de la ciudad.